# 植村家政
植村家政（日语：／ Uemura Iemasa，1589年—1650年）是日本江户时代初期的旗本。之后成为大和國高取藩的初代藩主。

## 生平
天正17（1589年）出生，是德川氏家臣值村家次的长男。庆长4年（1599年）10月19日，他继承了家督，成为了500石的旗本，被任命为德川秀忠的小姓。庆长13年（1608年），被任命为御徒頭，従五位下，在志摩守担任官员。从庆长19年（1614年）开始在大坂之役德川一方担任侦察兵，因为战后的功绩，增加1000石，出任出羽守。
宽永2年（1625年），与第3将军，德川一光一起被任命为大番头，增加3500石。 在宽永10年4月（1633年）又增加4000石，成为了9000石的旗本。 宽永17年（1640年）10月19日，增加了16000石，成为25000石的大名，并且成为大和高取藩的第一代藩主。
庆安3年（1650年），闰10月23日死亡。享年62岁。三子植村家貞即位。